# 羅斯康芒郡
羅斯康芒郡（County Roscommon；愛爾蘭語：ContaeRos Comáin），是愛爾蘭的一個郡，位於愛爾蘭島中部。歷史上屬康諾特省。
面积2,547平方公里，截至2006年人口为58,700人。首府羅斯康芒。
53°45′N 8°15′W / 53.750°N 8.250°W

## 外部連結
- Official site - County Council （页面存档备份，存于）
- Rathcroghan, Celtic Royal site of Connacht （页面存档备份，存于）